# Gonggabu
Gonggabu es un pueblo ubicado en el distrito de Katmandú, provincia de Bagmati, Nepal.

## Superficie
Cuenta con una superficie de 2,378 kilómetros cuadrados.

## Demografía
Datos hasta 2015
- Población: 95 954 habitantes.[1]
- Densidad de población: 40,355 habitantes por kilómetro cuadrado.[1]
- Población masculina: 49 622 (51,7%).[1]
- Población femenina: 46 332 (48,3%).[1]